# Zeisova sol
Zeisova sol oz. kalijev trikloro(etilen)platinat(II), je kemična spojina s formulo K[PtCl3(C2H4)] · H2O. Spojina je rumene barve in stabilna na zraku. V anionu, ki je koordinacijska spojina, je na centralni platinov atom koordiniran η2-etilenski ligand. Centralni platinov atom ima kvadratnoplanarno geometrijo. Sol je en prvih koordinacijskih spojin med kovinami prehoda in alkenskimi ligandi. Spojina je ime dobila po svojem odkritelju, Williamu Christopherju Zeisu.

## Priprava
Ta spojina je komercialno dostopna v obliki hidrata. Hidrat običajno pripravijo iz K2[PtCl,] in etilena v prisotnosti katalitske količine SnCl2. Hidratirano vodo je mogoče odstraniti pod znižanim tlakom (in vacuo).

## Struktura
V spojini je dvojna vez liganda (C=C) približno pravokotna na ravnino PtCl3. V Zeisovi soli in sorodnih spojinah alken rotira okoli vezi kovina-alken, saj je aktivacijska bariera relativno nizka. Študije rotacijskih barier pri spojinah tega tipa so pokazale, da je π-vezava med večino kovin in alkenom šibkejša od σ-vezave. V Zeisovem anionu ta rotacijska pregrada ni bila ocenjena.

## Zgodovina
Zeisova sol je bila ena prvih sintetiziranih organokovinskih spojin. Odkril jo je William Christopher Zeise, profesor na Univerzi v Københavnu, ki je to spojino pripravil leta 1830, medtem ko je preiskoval reakcijo PtCl4 z vrelim etanolom. Po natančni analizi je predlagal, da nastala spojina vsebuje etilen. Justus von Liebig, zelo vpliven kemik tiste dobe, je pogosto kritiziral Zeisov predlog, vendar je bila struktura dokončno potrjena leta 1868, ko je Birnbaum kompleks pripravil z uporabo etilena. Zeisova sol je bila v drugi polovici 19. stoletja deležna velike pozornosti, ker kemiki niso mogli razložiti njene molekularne strukture. To vprašanje je ostalo neodgovorjeno do določitve njegove rentgenske kristalne strukture v 20. stoletju. Zeisova sol je spodbudila veliko znanstvenih raziskav na področju organokovinske kemije in bi bila ključna pri opredelitvi novih pojmov v kemiji. Model Dewar – Chatt – Duncanson pojasnjuje, kako je kovina koordinirana z dvojno vezjo C=C.

## Sorodne spojine
- Zeisov dimer, [(η2-C2H4)PtCl2]2, pripravljen iz Zeisove soli z odcepitvijo KCl s sledečo dimerizacijo.
- COD-platinov diklorid, (ciklooktadien)PtCl2, pripravljen iz platininovega(II) klorida in 1,5-ciklooktadiena, je pogost kompleks med platino(II) in alkenom.

Pripravljenih je bilo še veliko drugih kompleksov etilena. Na primer etilen-bis(trifenilfosfin)platina(0), [(C6H5)3P] 2Pt(H2C=CH2), kjer je platina trikoordinirana in v oksidacijskem stanju 0 (Zeisova sol je derivat platine(II)).
- Dikloro(etilen)(α-metilbenzilamin)platina(II) (PtCl2(C2H4)(PhCH(NH2)Me) je kiralni derivat Zeisove soli, ki se uporablja za optično resolucijo alkenov.[12]